# تصویر موازی
تصویر موازی یا به نوعی از تصویرسازی دوبعدی از اجسام سه‌بعدی گفته می‌شود که در آن خطوط موازیِ روی جسم، در تصویر نیز موازی باقی می‌مانند و از این نظر برای انجام اندازه‌گیری از روی تصویر مناسب هستند. با این وجود تصاویر موازی غیرواقعی به نظر می‌رسند زیرا بر خلاف دید طبیعی انسان از دنیای بیرون فاقد ژرفانمایی هستند.
در تصاویر موازی، همانند تصاویر پرسپکتیو، تنها آن بخشی از زوایای جسم در تصویر حفظ می‌شوند که روی یکی از وجه‌های موازی نسبت به صفحهٔ رسم قرار داشته باشند.
در تصویر موازی مرکز تصویرسازی در فاصلهٔ بی‌نهایت از صفحهٔ رسم قرار دارد تا خطوطی که جسم را به تصویرش متصل می‌کنند با هم موازی شوند. صفحهٔ رسم می‌تواند نسبت به این خطوط زوایای متفاوتی داشته باشد. بسته به اینکه این صفحه نسبت به خطوط عمود یا مایل باشد، تصاویر حاصل را تصویر ارتوگرافیک یا تصویر مایل می‌گویند.
تصویر موازی حالت خاصی از تبدیل آفین است.